# Championnats de Tunisie de natation 2014
Navigation
2013 2015
Les championnats de Tunisie de natation 2014 en grand bassin se déroulent du 19 au 23 août 2014 à la piscine olympique de Radès.
C’est le Club africain qui remporte le championnat pour la neuvième année consécutive.
Chez les féminines, la lutte est très serrée avec l'Olympica et les deux clubs se partagent les titres et les secondes places, respectivement dix et neuf pour le Club africain contre neuf titres et dix secondes places pour l'Olympica. Chez les messieurs, le duel attendu entre le Club africain et l’Espérance sportive de Tunis n'a pas vraiment lieu. En l'absence d'Ahmed Mathlouthi, avec le départ de Wassim Elloumi pour l'Association de la Cité nationale sportive et la méforme de Haythem Abdelkhalek et Fédi Hannachi, l'Espérance sportive de Tunis ne se manifeste pas et seul Mohamed Ali Chaouachi fait illusion face aux frères Talel et Taki Mrabet et Abdelaziz Bayar.
Au niveau individuel, Taki Mrabet (sept titres), Talel Mrabet et Asma Sammoud (six titres), Abdelaziz Bayar, Asma Ben Boukhatem (cinq titres) ainsi que Farah Ben Khelil (neuf podiums dont cinq titres) éclipsent leurs adversaires. 

## Résultats

### Podium hommes
| Discipline           | Or                                                                               | Temps          | Argent                                                                                               | Temps          | Bronze                                                                                               | Temps          |
| Nage libre           |                                                                                  |                | |                | |                |
| 50 m                 | Taki Mrabet Club africain                                                        | 23 s 76        | Bilel Attigue Club de natation de Monastir                                                           | 24 s 09        | Adam Ayari Jeunesse sportive du Bardo                                                                | 24 s 32        |
| 100 m                | Mohamed Ali Chaouachi Espérance sportive de Tunis                                | 52 s 51        | Bilel Attigue Club de natation de Monastir                                                           | 52 s 62        | Abdelaziz Bayar Club africain                                                                        | 53 s 14        |
| 200 m                | Mohamed Ali Chaouachi Espérance sportive de Tunis                                | 1 min 54 s 10  | Abdelaziz Bayar Club africain                                                                        | 1 min 55 s 01  | Haythem Abdelkhalek Espérance sportive de Tunis                                                      | 1 min 55 s 49  |
| 400 m                | Mohamed Ali Chaouachi Espérance sportive de Tunis                                | 4 min 2 s 24   | Haythem Abdelkhalek Espérance sportive de Tunis                                                      | 4 min 2 s 44   | Farouk Zaoui Club de natation de Ben Arous                                                           | 4 min 6 s 29   |
| 1 500 m              | Haythem Abdelkhalek Espérance sportive de Tunis                                  | 16 min 14 s 50 | Bader Chebchoub Licence individuelle                                                                 | 16 min 41 s 85 | Salam Ali Bakr Olympica                                                                              | 16 min 48 s 94 |
| Dos                  |                                                                                  |                | |                | |                |
| 50 m                 | Taki Mrabet Club africain                                                        | 27 s 75        | Abdelaziz Bayar Club africain                                                                        | 28 s 36        | Mohamed Aziz Ghaffari Olympica                                                                       | 28 s 60        |
| 100 m                | Abdelaziz Bayar Club africain                                                    | 1 min 0 s 05   | Mohamed Aziz Ghaffari Olympica                                                                       | 1 min 1 s 74   | Fehmi Trabelsi Olympica                                                                              | 1 min 1 s 90   |
| 200 m                | Abdelaziz Bayar Club africain                                                    | 2 min 8 s 28   | Farouk Zaoui Club de natation de Ben Arous                                                           | 2 min 10 s 77  | Mohamed Aziz Ghaffari Olympica                                                                       | 2 min 14 s 94  |
| Brasse               |                                                                                  |                | |                | |                |
| 50 m                 | Talel Mrabet Club africain                                                       | 28 s 90        | Wassim Elloumi Association de la Cité nationale sportive                                             | 29 s 13        | Taki Mrabet Club africain                                                                            | 29 s 55        |
| 100 m                | Wassim Elloumi Association de la Cité nationale sportive                         | 1 min 3 s 64   | Talel Mrabet Club africain                                                                           | 1 min 4 s 04   | Salah Zahra Espérance sportive de Tunis                                                              | 1 min 5 s 37   |
| 200 m                | Talel Mrabet Club africain                                                       | 2 min 17 s 44  | Wassim Elloumi Association de la Cité nationale sportive                                             | 2 min 17 s 94  | Salah Zahra Espérance sportive de Tunis                                                              | 2 min 20 s 79  |
| Papillon             |                                                                                  |                | |                | |                |
| 50 m                 | Taki Mrabet Club africain                                                        | 25 s 26        | Bilel Attigue Club de natation de Monastir                                                           | 25 s 31        | Firas Ben Mahmoud Avenir sportif de La Marsa                                                         | 25 s 84        |
| 100 m                | Taki Mrabet Club africain                                                        | 55 s 99        | Bilel Attigue Club de natation de Monastir                                                           | 56 s 26        | Omar Moussa Olympica                                                                                 | 57 s 82        |
| 200 m                | Bilel Attigue Club de natation de Monastir                                       | 2 min 5 s 08   | Omar Moussa Olympica                                                                                 | 2 min 8 s 46   | Aziz Achour Olympica                                                                                 | 2 min 12 s 56  |
| 4 nages              |                                                                                  |                | |                | |                |
| 200 m                | Taki Mrabet Club africain                                                        | 2 min 9 s 28   | Farouk Zaoui Club de natation de Ben Arous                                                           | 2 min 9 s 32   | Salah Zahra Espérance sportive de Tunis                                                              | 2 min 14 s 86  |
| 400 m                | Farouk Zaoui Club de natation de Ben Arous                                       | 4 min 38 s     | Haythem Mbarki Olympica                                                                              | 4 min 47 s 74  | Seifeddine Mahdhaoui Club africain                                                                   | 4 min 47 s 80  |
| Relais               |                                                                                  |                | |                | |                |
| 4 x 100 m nage libre | Club africain Taki Mrabet, Abderraouf Touati, Abdelaziz Bayar et Talel Mrabet    | 3 min 38 s 41  | Club de natation de Monastir Bilel Attigue, Adem Bouchareb, Yacine Chekir et Brahim Bchir            | 3 min 39 s 19  | Espérance sportive de Tunis Salah Zahra, Haythem Abdelkhalek, Mohamed Ali Chaouachi et Fédi Hannachi | 3 min 40 s 95  |
| 4 x 200 m nage libre | Club africain Taki Mrabet, Abderraouf Touati, Abdelaziz Bayar et Talel Mrabet    | 7 min 54 s 78  | Espérance sportive de Tunis Salah Zahra, Haythem Abdelkhalek, Mohamed Ali Chaouachi et Fédi Hannachi | 7 min 56 s 12  | Club de natation de Monastir Bilel Attigue, Adem Bouchareb, Yacine Kacem et Brahim Bchir             | 8 min 3 s 47   |
| 4 x 100 m 4 nages    | Club africain Taki Mrabet, Seifeddine Mahdhaoui, Abdelaziz Bayar et Talel Mrabet | 4 min 1 s 48   | Espérance sportive de Tunis Salah Zahra, Haythem Abdelkhalek, Mohamed Ali Chaouachi et Fédi Hannachi | 4 min 6 s 95   | Olympica Mohamed Aziz Ghaffari, Skander Naïmi, Fehmi Trabelsi et Omar Moussa                         | 4 min 7 s 17   |

### Podium femmes
| Discipline           | Or                                                                             | Temps         | Argent                                                                           | Temps         | Bronze                                                                                        | Temps         |
| Nage libre           |                                                                                |               |                                                                                  |               |                                                                                               |               |
| 50 m                 | Farah Ben Khelil Olympica                                                      | 27 s 11       | Sonia Karkeni Club africain                                                      | 27 s 86       | Nejla Mansour Club de natation de Ben Arous                                                   | 28 s 55       |
| 100 m                | Farah Ben Khelil Olympica                                                      | 59 s 94       | Sonia Karkeni Club africain                                                      | 1 min 0 s 32  | Asma Ben Boukhatem Club africain                                                              | 1 min 2 s 41  |
| 200 m                | Asma Ben Boukhatem Club africain                                               | 2 min 12 s 43 | Sonia Karkeni Club africain                                                      | 2 min 12 s 50 | Meriem Rezgui Club africain                                                                   | 2 min 14 s 56 |
| 400 m                | Asma Ben Boukhatem Club africain                                               | 4 min 33 s 85 | Sonia Karkeni Club africain                                                      | 4 min 40 s 64 | Meriem Rezgui Club africain                                                                   | 4 min 41 s 42 |
| 800 m                | Asma Ben Boukhatem Club africain                                               | 9 min 39 s 95 | Sonia Karkeni Club africain                                                      | 9 min 44 s 16 | Menna Kchok Avenir sportif de La Marsa                                                        | 9 min 48 s 49 |
| Dos                  |                                                                                |               |                                                                                  |               |                                                                                               |               |
| 50 m                 | Farah Ben Khelil Olympica                                                      | 30 s 65       | Asma Sammoud Club africain                                                       | 30 s 95       | Emna Châambi Club de natation de Ben Arous                                                    | 32 s 53       |
| 100 m                | Farah Ben Khelil Olympica                                                      | 1 min 7 s 12  | Asma Sammoud Club africain                                                       | 1 min 8 s 07  | Nada Bergaoui Club de natation de Monastir                                                    | 1 min 11 s 28 |
| 200 m                | Asma Sammoud Club africain                                                     | 2 min 24 s 61 | Farah Ben Khelil Olympica                                                        | 2 min 28 s 47 | Emma Bauer Olympica                                                                           | 2 min 37 s 81 |
| Brasse               |                                                                                |               |                                                                                  |               |                                                                                               |               |
| 50 m                 | Nesrine Khelifati Olympica                                                     | 34 s 53       | Habiba Belghith Olympica                                                         | 35 s 21       | Meriem Rezgui Club africain                                                                   | 36 s 21       |
| 100 m                | Farah Ben Khelil Olympica                                                      | 1 min 15 s 65 | Habiba Belghith Olympica                                                         | 1 min 16 s 88 | Nesrine Jelliti Olympica                                                                      | 1 min 20 s 01 |
| 200 m                | Habiba Belghith Olympica                                                       | 2 min 43 s 86 | Nesrine Khelifati Olympica                                                       | 2 min 44 s 09 | Senda Sammoud Club africain                                                                   | 2 min 46 s 47 |
| Papillon             |                                                                                |               |                                                                                  |               |                                                                                               |               |
| 50 m                 | Asma Sammoud Club africain                                                     | 29 s 05       | Nesrine Khelifati Olympica                                                       | 29 s 44       | Senda Sammoud Club africain                                                                   | 29 s 43       |
| 100 m                | Nesrine Khelifati Olympica                                                     | 1 min 5 s 59  | Senda Sammoud Club africain                                                      | 1 min 6 s 57  | Nour Hammami Olympica                                                                         | 1 min 9 s 62  |
| 200 m                | Nesrine Khelifati Olympica                                                     | 2 min 24 s 77 | Nour Hammami Olympica                                                            | 2 min 33 s    | Lidya Asli Avenir sportif de La Marsa                                                         | 2 min 34 s 85 |
| 4 nages              |                                                                                |               |                                                                                  |               |                                                                                               |               |
| 200 m                | Asma Sammoud Club africain                                                     | 2 min 30 s 42 | Senda Sammoud Club africain                                                      | 2 min 33 s 03 | Arij Gharbi Olympica                                                                          | 2 min 35 s 01 |
| 400 m                | Asma Sammoud Club africain                                                     | 5 min 16 s 17 | Habiba Belghith Olympica                                                         | 5 min 28 s 45 | Asma Ben Boukhatem Club africain                                                              | 5 min 29 s 88 |
| Relais               |                                                                                |               |                                                                                  |               |                                                                                               |               |
| 4 x 100 m nage libre | Club africain Sonia Karkeni, Asma Ben Boukhatem, Meriem Rezgui et Asma Sammoud | 4 min 10 s 45 | Olympica Nesrine Khelifeti, Habiba Belghith, Nesrine Jelliti et Farah Ben Khelil | 4 min 14 s 86 | Club de natation de Ben Arous Emna Châambi, Yasmine Ben Salem, Nejla Mansour et Meriem Souidi | 4 min 19 s 85 |
| 4 x 200 m nage libre | Club africain Sonia Karkeni, Asma Ben Boukhatem, Meriem Rezgui et Yosr smaali  | 9 min 0 s 26  | Olympica Nesrine Khelifeti, Nour Hammami, Arij Gharbi et Farah Ben Khelil        | 9 min 6 s 23  | Club de natation de Ben Arous Emna Châambi, Yasmine Ben Salem, Nejla Mansour et Rihab Aroui   | 9 min 35 s 09 |
| 4 x 100 m 4 nages    | Club africain Sonia Karkeni, Senda Sammoud, Meriem Rezgui et Asma Sammoud      | 4 min 35 s 08 | Olympica Nesrine Khelifeti, Nour Hammami, Habiba Belghith et Farah Ben Khelil    | 4 min 38 s 12 | Club de natation de Ben Arous Emna Châambi, Yasmine Ben Salem, Nejla Mansour et Asma Daikhi   | 5 min 1 s 44  |

## Classements

### Classement par équipes
- Club africain : 61 600 points (champion de Tunisie)
- Olympica : 48 365 points
- Club de natation de Ben Arous : 22 747 points
- Espérance sportive de Tunis : 17 753 points
- Club de natation de Monastir : 14 357 points
- Tunis Air Club : 12 625 points
- Association de la Cité nationale sportive : 8 996 points
- Jeunesse sportive du Bardo : 8 322 points
- Avenir sportif de La Marsa : 6 185 points
- Sport nautique de Bizerte : 592 points

### Répartition des médailles
| Rang | Club                                      | Médaille d'or | Médaille d'argent | Médaille de bronze | Total |
| ---- | ----------------------------------------- | ------------- | ----------------- | ------------------ | ----- |
| 1    | Club africain                             | 22            | 12                | 10                 | 44    |
| 2    | Olympica                                  | 9             | 13                | 11                 | 33    |
| 3    | Espérance sportive de Tunis               | 4             | 3                 | 5                  | 12    |
| 4    | Club de natation de Monastir              | 1             | 5                 | 2                  | 8     |
| 5    | Club de natation de Ben Arous             | 1             | 2                 | 6                  | 9     |
| 6    | Association de la Cité nationale sportive | 1             | 2                 | 0                  | 3     |
| 7    | Avenir sportif de La Marsa                | 0             | 0                 | 3                  | 3     |
| 7    | Jeunesse sportive du Bardo                | 0             | 0                 | 1                  | 1     |
| -    | TOTAL                                     | 38            | 38                | 38                 | 114   |

### Nageurs les plus titrés
| Rang | Club               | Médaille d'or | Médaille d'argent | Médaille de bronze | Total |
| ---- | ------------------ | ------------- | ----------------- | ------------------ | ----- |
| 1    | Taki Mrabet        | 7             | 0                 | 1                  | 8     |
| 2    | Asma Sammoud       | 6             | 2                 | 0                  | 8     |
| 3    | Talel Mrabet       | 6             | 1                 | 0                  | 7     |
| 4    | Farah Ben Khelil   | 5             | 4                 | 0                  | 9     |
| 5    | Abdelaziz Bayar    | 5             | 2                 | 1                  | 8     |
| 6    | Asma Ben Boukhatem | 5             | 0                 | 1                  | 6     |